# Historischer Phraseologismus
Ein historischer Phraseologismus unterliegt den gleichen Bedingungen wie ein gegenwartssprachlicher Phraseologismus. Die historische Phraseologie befasst sich als Teildisziplin der Phraseologie mit diesen alten Redewendungen – von denen einige bis in die Gegenwart überdauert haben.

## Merkmale
Die historischen Phraseologismen unterliegen den gleichen Bestimmungsmerkmalen wie die gegenwartssprachlichen Phraseologismen, nämlich Polylexikalität, Festigkeit und Idiomatizität.
- Polylexikalität besagt, dass der Phraseologismus aus mehr als nur einem Wort bestehen muss.
- Festigkeit besagt, dass der Phraseologismus eine relative Unveränderbarkeit in der Wortverbindung aufweisen muss.
- Idiomatizität besagt, dass der Phraseologismus eine (teilweise) übertragene Bedeutung aufweist.

## Historizität
Während gegenwartsprachliche Phraseologismen von den meisten Sprechern einer Sprachgemeinschaft ohne weiteres verstanden werden, treten bei historischen Phraseologismen Verstehensschwellen bis in die Gegenwart, aber auch zwischen Epochenwechseln auf. Identifizierung, Klassifizierung und Darstellung historischer Phraseologismen können immer nur unter Vorbehalt geschehen. Den genauen Punkt der Entstehung eines Phraseologismus zu fixieren, ist kaum möglich.
Idiome und Kollokationen entstehen durch die Erstverwendung einer Wortverbindung, die dann zu einem immer wiederkehrenden Element wird. Eine solche Entwicklung in historischen Sprachstufen auszumachen, stellt häufig eine Schwierigkeit dar.
Qualitativ wie quantitativ verhält sich die Entwicklung und Bewertung von Phraseologie in der Zeitgeschichte unterschiedlich. Es treten Epochen auf, in denen eine Sparte der Phraseologie besonders und eine andere dafür weniger produktiv ist. Gründe dafür können interne, aber auch äußere kulturelle Einflüsse sein. So spenden in Phasen wie dem Humanismus andere Sprachen (hier das Latein) Bereiche, die sich für den Ausbau der Phraseologie eignen, vor allem da (Teil-)Übernahme in die eigene Sprache sich besonders gut anbietet. Kulturintern sind es immer wieder Innovationen zu einem bestimmten Zeitpunkt (Industrielle Revolution, moderne Sportarten), die in ihrem fachlichen Sprachraum Platz für den Ausbau der Phraseologie bieten.
Bei dem Problem, die Historizität besser in den Griff zu bekommen, stellt sich die Verwendung von elektronischen Medien als sehr hilfreich heraus. Datenbanken wie die „Mittelhochdeutsche Begriffsdatenbank“ oder die „Mittelhochdeutschenwörterbücher im Verbund“ sind nur zwei Beispiele des ständig wachsenden Angebots.

## Indizien für historische Phraseologismen
Damit eine Wortverbindung in historischen Texten als Phraseologismus identifiziert werden kann, müssen einige Indizien gesichtet werden (in Anlehnung an Jesko 2006).
Metasprachliche Hinweise im Text: nd. man sait (‚man sagt‘) und Ähnliches sind relativ deutliche Hinweise auf Phraseologizität in historischen Texten.
Gegenwartssprachliche Entsprechungen: Ist eine Wortverbindung einem gegenwartssprachlichen Phraseologismus gleich, so ist sie sehr wahrscheinlich phraseologisch.
Bedeutungsübertragung: Je entfernter die Gesamtbedeutung der Wortverbindung von ihren einzelnen Bestandteilen ist, umso eher handelt es sich um einen Phraseologismus.
Häufigkeit: Immer wiederkehrende Wendungen sind ein weiteres Indiz für historische Phraseologismen.
Kommunikative Funktionen: Kommunikative Akte wie Begrüßung, Abschied und Danksagung weisen als ritualisierter Bestandteil von Kommunikationssituationen auf Routineformeln hin.

## Kategorien von Phraseologismen
(in Anlehnung an Burger)
Sprichwort:

Bezüge auf Grunderfahrungen des Menschen, die in einer satzwertigen spezifischen Formulierung verfestigt werden (Was Hänschen nicht lernt, lernt Hans nimmermehr).

Bsp.: mhd. nieman nemac zwein hêrren gedienen („niemand kann zwei Herren dienen“)

Bsp.: nhd. das herz in der hand tragen (wie „das Herz auf der Zunge tragen“)
Gemeinplätze:

formulieren Selbstverständlichkeiten und werden oft als Rechtfertigung für etwaige Situationen gebraucht (was sein muss, muss sein).

Bsp.: mhd. zwêne sind iemer eines her („zwei sind einem immer überlegen“)

Bsp.: nhd. es wird tag, wenn auch der hahn nicht kräht („die Zeit steht nicht still“)

Modellbildungen:

weisen ein Strukturschema auf, dem eine konstante semantische Interpretation zugewiesen ist, wobei die lexikalischen Komponenten frei besetzbar sind (Glas um Glas, von Stadt zu Stadt).

Bsp.: mhd. hût umb hût (geben) (wie „Auge um Auge“)

Bsp.: nhd. ab und an (noch ungleich zu gwd. ab und an)

Zwillingsformeln:

zwei Wörter der gleichen Wortart oder auch zweimal dasselbe Wort werden mit einer Konjunktion oder Präposition verbunden (klipp und klar, dick und fett).

Bsp.: mhd. hërze unde munt (‚von ganzem Herzen; inniglich‘)

Bsp.: nhd. händ(e) und füsz(e) (‚wirksam eingerichtet‘)

Komparative Phraseologismen:

enthalten einen festen Vergleich (dumm wie Bohnenstroh).

Bsp.: mhd. vehten als ein lewe („kämpfen wie ein Löwe“)

Bsp.: finster wie nacht (wie „dunkel wie die Nacht“)

Kinegramme:

Bei diesen wird konventionalisiertes nonverbales Verhalten sprachlich gefasst und kodiert (die Nase rümpfen).

Bsp.: mhd. jmdm. umbe den hals vallen (‚jmdn. (stürmisch) umarmen‘)

Bsp.: nhd. die augen/den blick abwenden (‚etwas/jmdn. ignorieren‘)

Geflügelte Worte:

Hierbei handelt es sich um Wortverbindungen, die durch ihr Auftreten in Büchern, Film, Werbung etc. gefestigt werden (Nicht immer, aber immer öfter).

Bsp.: mhd. wer aus den augen, der aus dem muet

Bsp.: nhd. vil wort wenig herz

Somatismen:

Bei Somatismen steht meistens ein Körperteil für den ganzen Menschen. Ihrem Aufbau nach gehören sie der Metonymie an (ein kluger Kopf).

Bsp.: (jmdn.) von vuoȝe ûf wâpenen (‚jmdn. vollständig wappnen/rüsten‘)

Bsp.: (klug,) verständig Haupt (‚kluger Mensch‘)

Routineformeln:

Mit Hilfe von Routineformeln werden immer wiederkehrende kommunikative Handlungen bewältigt, die man als „kommunikative Routinen“ bezeichnen kann (ich denke, soweit ich weiß).

Bsp.: mhd. welle got (Ausdruck des Wunsches; ‚wenn doch‘)

Bsp.: nhd. jmdm. dank haben (‚jmdm. verpflichtet fühlen/sein‘)